# Roger L. Jackson
Roger Labon Jackson (ur. 29 sierpnia 1956 w Atlancie w Georgii) – amerykański aktor dubbingowy.
Najbardziej znany jako głos Ghostface’a z filmów Krzyk, Mojo Jojo oraz Bada z serialu animowanego Atomówki i wielu innych.

## Filmografia

### Dubbing
- Krzyk – Ghostface (głos)
- Krzyk 2 – Ghostface (głos)
- Krzyk 3 – Ghostface (głos)
- Krzyk 4 – Ghostface (głos)
- Krzyk 5 – Ghostface (głos)
- Krzyk 6 – Ghostface (głos)
- Atomówki – film – Mojo Jojo
- Dzika rodzinka – Wiewiórka Reggie
- Atomówki – Mojo Jojo / Bad
- Pucca – Arnold Hugh
- Robot Chicken – Ghostface

i inne